# فرنباخ ۳۴۳۳
سیارک ۳۴۳۳ (به انگلیسی: 3433 Fehrenbach، نامگذاری:1963TJ1) سه هزار و چهارصد و سی و سومین سیارک کشف شده‌است که در ۱۵ اکتبر ۱۹۶۳ کشف شد.
قدر مطلق سیارک برابر ۱۲٫۹۰ است.